# Танкеры проекта 1844
Танкеры проекта 1844 «Каир», по кодификации НАТО Toplivo II class marine tanker — серия малых морских танкеров, первоначально классифицировались как морские самоходные наливные баржи, позже переклассифицированы в морские наливные транспорты.
По правилам Регистра СССР суда были допущены к плаванию в битом льду. Формула класса: (KM)* [1] R1 oil tanker (>60 °C) или КМ+III (нефтеналивное судно).
Танкеры предназначены для снабжения кораблей на портовых рейдах или в походах мазутом, дизельным топливом, машинным маслом или водой.

## Проект
В 1960-е годы на ЦКБ «Волгобалтсудопроект» (ныне ЦКБ «Вымпел») приступили к разработке проекта серии судов обеспечения для потребностей ВМФ СССР. К 1967 году проект был выполнен в трёх модификациях: танкера-доставщика мазута (проект 1844); танкера-доставщика пресной воды (проект 1844В); танкера-доставщика дизельного топлива (проект 1844Д); немногим позже появился проект танкера-маслозаправщика (проект 1844М). Главный конструктором стал В. П. Митюгов, а наблюдающим от ВМФ был назначен капитан 1-го ранга Ю. Д. Макшанчиков.
Танкер проекта 1844 представляет собой однопалубное, одновинтовое, дизельное судно с плавными обводами, крейсерской кормой и избыточным надводным бортом. Стандартное водоизмещение — 1127 тонн, масса принимаемого груза — до 500 тонн, дедвейт 580 тонн, осадка при загрузке — 3,37 метра. Длина — 53,77 метра, ширина — 9,72 метра. Все жилые, служебные и общественные помещения, а также ходовая рубка, машинное и насосное отделения расположены в кормовой части судна. В средней части корпуса расположено грузовое отделение, разделённое одной поперечной и одной продольной переборками на четыре танка, общей вместимостью 606 м³. В носовой части танкера имеются трюм для перевозки пяти тонн сухого груза, кладовые и шкиперская.
Танкер снабжён тремя становыми якорями Холла, двумя основными и одним запасным, массой по 700 кг каждый, отдача и подъём основных якорей производится при помощи электрического брашпиля. Также танкер снабжён стопанкером Холла массой 250 кг, с цепью длиной 150 метров. Подъем и отдача стопанкера осуществляется при помощи шпиля.
Основные модификации
- Проект 1844 — малый морской танкер для перевозки и выдачи на корабли мазута
- Проект 1844В — морской водоналивной транспорт
- Проект 1844Д — малый морской танкер для перевозки и выдачи на корабли дизельного топлива
- Проект 1844М — танкер для доставки и выдачи на корабли машинного масла

Развитие проекта
К 1989 году в КБ «Вымпел» на основе проекта 1844В был разработан новый проект малого морского танкера–водолея дедвейтом 650 тонн, получивший номер 18444. Данные танкера предназначены для перевозки и выдачи на корабли пресной и котельной воды.
Также в КБ приступили к разработке проекта улученных танкеров проекта 1844Д, получивший номер 18445, но данный проект реализован не был.

## Конструкция
Корпус

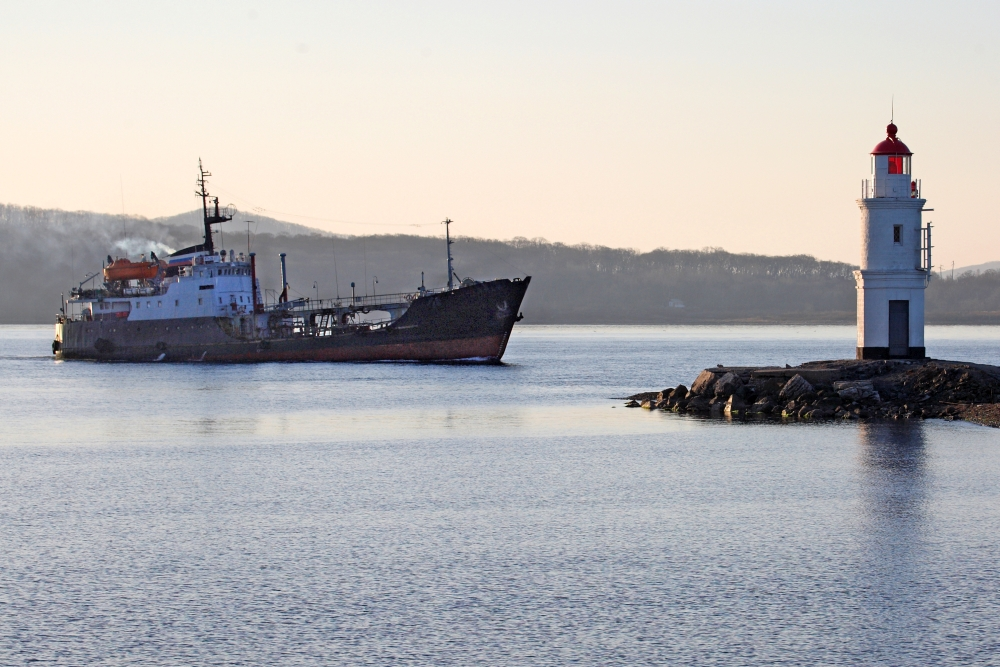
ВТН-28 проекта 1844 в проливе Босфор Восточный, 4 ноября 2007 года

Корпус судна сварной из стали марки ВМСт3сп, для надстроек и лёгких выгородок использована гофрированная сталь марки МСт3сп. Продольная система набора идёт по днищу, второму дну и главной палубе в средней части судна. Поперечная система набора идёт по бортам и оконечностям главной палубы. Корма набрана веерными шпангоутами.
Обитаемость
Для поддержания нужных темпеpaтуp на судне предусмотрены системы: парового отопления, воздушного отопления и кондиционирования воздуха. Пар в общесудовую систему паропровода поступает от автоматизированных котельных агрегатов при давлении 3 кгс/см², также пар из системы используется для хозяйственно-бытовых нужд. Котельная вода поступает от водоопреснительной установки производительностью 5 тонн в сутки. Воздушное отопление поступает во все жилые помещения, кают-компанию, столовую, радиорубку и помещение ГРЩ. Столовая и кают-компания дополнительно оборудованы системой кондиционирования воздуха, а каюта капитана — независимым кондиционером. В жилых и общественных помещениях установлена мебель из негорючих пластмасс, синтетических тканей и трехслойных щитов (пластин-пенопласт-пластин). В служебных помещениях стеллажи изготовлены из легких сплавов. Общесудовые и бытовые системы в целом обеспечивают необходимые санитарно-гигиенические нормы.
Для борьбы с пожаром в жилых и хозяйственных помещениях танкер оборудован несколькими системами: автоматической противопожарной водяной системой, системами пенотушения и объемного пожаротушения. Для борьбы с пожаром в грузовом отделении система высокократного пенотушения через расширительные шахты. Для борьбы с пожаром в машинном, котельном и насосном отделениях есть фреоновая система объемного пожаротушения.
Автоматизация процессов обеспечивает эксплуатацию судна без несения постоянной вахты на постах управления механизмами, кроме совмещенной ходовой и штурманской рубки, где находятся: рычаги управления судном, навигационные приборы, пульты управления главным двигателем, стояночным дизель-генератором, компрессорами и резервными насосами. Вахта на грузовом посту несётся только во время погрузочно-разгрузочных работ. Автономность пребывания в море 10 суток. Полный экипаж составляют 20 человек. Для спасения экипажа на судне располагаются по два плота типа ПСН-1 на борт и две спасательные шлюпки, вываливание и подъём которых осуществляется двухшарнирными гравитационными шлюпбалками.
Главная энергетическая установка и движитель
Главная энергетическая установка (ГЭУ), расположенная в кормовой части судна, состоит из главного дизельного двигателя 6ДР30/50-5-2, номинальной мощностью 600 л.с. при 300 об/мин, с приводом на один вал. Движителем является бронзовый четырёхлопастной гребной винт диаметром 1‚8 метра в сварной поворотной насадке со стабилизатором. Суда способны развить скорость полного хода до 10 узлов. Дальность плавания на полном ходу составляет 1500 морских миль.
Электросеть
На судах две электросети: одна переменного трехфазного тока частотой 50 Гц и напряжением 380 вольт, другая однофазная переменного тока частотой 50 Гц и напряжением 127 вольт. Электроэнергию вырабатывают два судовых дизель-генератора (ДГ) трехфазного переменного тока напряжением 400 вольт, мощностью по 100 кВт, и один дизель-генератор мощностью 50 кВт.
РТВ
В состав радиотехнического вооружения входит навигационная радиолокационная станция «Дон».

### Проект 18444
Танкеры проекта 18444 отличаются от танкеров проекта 1844 установленным дизельным двигателем типа 6ДР30/50-5-3 и габаритами
- длина: 56,4 метра
- ширина: 9,7 метра
- осадка: 3,57 метра
- водоизмещение: 1300 тонн
- дедвейт 650 тонн[2]

## Строительство
Было принято решение начать крупносерийное строительство на двух судостроительных заводах в Херсоне на ССРЗ имени Коминтерна и в Египте на Александрийских верфях с комплектованием дельными вещами советского производства, а позже и на третьем — на ССЗ имени Октябрьской революции в Благовещенске (до 1974 года Благовещенская судостроительная верфь). В 1969 году было сдано головное судно проекта 1844, в 1970 году — судно проекта 1844В, в 1971 году —1844Д.
Серия в разных модификациях строилась с 1972 года по 1997 год для Военно-Морского флота и других ведомств СССР, а также для ВМС Египта. К 1987 году было построено 26 судов этого проекта в разных модификациях. Предположительно всего построено 32 судна, в том числе и по проекту 18444.

### Проект 18444
К строительству судов по проекту 18444 на Благовещенском судостроительном заводе приступили в начале 1990-х годов. Головным судном стало МВТ-17 (строительный № 307), сданное в 1993 году для Тихоокеанского флота ВМФ России. В 2005 (2006) году сдано в эксплуатацию крайнее судно проекта — ВТН-15 (строительный № 308), также построенное для ТОФ.

## Представители проекта
Малый  морской танкер проекта 1844 — ВТН-95 (в/ч 416351) зав. № 10102, 1973 г.в.

## Эксплуатация
Во флоте СССР танкеры проекта эксплуатировались на всех флотах. После распада СССР танкеры продолжили службу в ВМФ России, но несколько  было передано другим странам: так, после раздела Черноморского флота к украинской стороне отошли два танкера ВТН-81 (с 1997 года — U759 «Бахмач», списан в 2013 году) и ВТН-38 (с 1997 года — U760 «Фастов»), а после раздела Каспийской флотилии в состав ВМС Азербайджана вошёл один малый морской танкер проекта 1844, ныне имеющий тактический номер Т752.
Построенные в Александрии танкеры работали в ВМС Египта. Танкеры также экспортировались в Южный Йемен (позже оба танкера вошли в состав флота объединенного Йемена) и Эфиопию (единственный танкер был брошен в Асэбе в 1991 году).